# ブランチ (イギリス駆逐艦)
|          |                                                                             |
| 艦歴     |                                                                             |
| 発注     |                                                                             |
| 起工     | 1929年7月31日                                                               |
| 進水     | 1930年5月29日                                                               |
| 就役     | 1931年2月19日                                                               |
| 退役     |                                                                             |
| その後   | 1939年11月13日に戦没                                                        |
| 除籍     |                                                                             |
| 性能諸元 |                                                                             |
| 排水量   | 基準 1,360トン、満載 1,790トン                                              |
| 全長     | 98.40 m                                                                     |
| 全幅     | 9.83 m                                                                      |
| 吃水     | 3.73 m                                                                      |
| 機関     | アドミラリティ・ボイラー3基、パーソンズ式蒸気タービン2基2軸推進、34,000 shp |
| 最大速   | 35.25ノット (65,3 km/h)                                                     |
| 航続距離 | 4,800カイリ（15ノット時）                                                   |
| 乗員     | 138名                                                                       |
| 兵装     | 4.7インチ砲4門 2ポンド対空砲2門 21インチ魚雷発射管8門                       |

ブランチ (HMS Blanche, H47) はイギリス海軍の駆逐艦。B級。1939年11月に触雷沈没し、第二次世界大戦中最初に失われたイギリス海軍駆逐艦となった。

## 艦歴
ホーソン・レスリー社で建造。1929年7月31日起工。1930年5月29日進水。1931年2月19日就役。
「ブランチ」は最初、同型艦と共に本国艦隊に所属した。だが、より近代的な駆逐艦が多数就役してきたことから、「ブランチ」は1939年には予備艦隊に編入された。第二次世界大戦が始まると現役に復帰し、イギリス周辺での船団護衛やドーバー海峡の哨戒などに従事した。
1939年11月10日、ハンバーからポーツマスへ向かう敷設巡洋艦「アドヴェンチャー」護衛のため、「ブランチ」と駆逐艦「バシリスク」はドーバーからハンバーへ向かうよう命じられた。途中天候不良のため遅れが生じたが、11月12日9時半に2隻の駆逐艦は「アドベンチャー」を護衛してポーツマスへ向け出発した。12月13日5時過ぎにテムズ川河口付近で「アドヴェンチャー」が触雷。爆発により燃料に海水が混入したことが判明したためいったん機関を停止した「アドヴェンチャー」だったが、8時7分までには問題は解決された。その少し後の8時10分、今度は「ブランチ」が触雷した。「ブランチ」は現場に派遣された曳船「Fabia」により曳航されてシアネスへ向かったが、9時50分に大きく傾斜し立て直すことはできなかった。乗員は「Fabia」などによって救助された。死者は2名（1名）、負傷者は12名（15名）であった。
機雷はドイツ駆逐艦「ヴィルヘルム・ハイドカンプ」、「ヘルマン・キュンネ」、「ハンス・リューデマン」、「カール・ガルスター」によって敷設されたものであった。